# Берсборн
Берсборн (њем. Börsborn) општина је у њемачкој савезној држави Рајна-Палатинат. Једно је од 98 општинских средишта округа Кузел. Према процјени из 2010. у општини је живјело 417 становника. Посједује регионалну шифру (AGS) 7336008.

## Географски и демографски подаци
Берсборн се налази у савезној држави Рајна-Палатинат у округу Кузел. Општина се налази на надморској висини од 302 метра. Површина општине износи 4,0 km². У самом мјесту је, према процјени из 2010. године, живјело 417 становника. Просјечна густина становништва износи 105 становника/km².